# تجمع بدو بئر الغضايا (بروم ميفع)
'

تعديل مصدري - تعديل

تجمع بدو بئر الغضايا هي إحدى قرى عزلة بروم بمديرية بروم ميفع التابعة لمحافظة حضرموت، بلغ تعداد سكانها 24 نسمة حسب تعداد اليمن لعام 2004.